# Municipio de Rockcreek
El municipio de Rockcreek (en inglés: Rockcreek Township) es un municipio ubicado en el condado de Wells en el estado estadounidense de Indiana. En el año 2010 tenía una población de 1579 habitantes y una densidad poblacional de 16,98 personas por km².

## Geografía
El municipio de Rockcreek se encuentra ubicado en las coordenadas 40°47′35″N 85°16′23″O / 40.79306, -85.27306. Según la Oficina del Censo de los Estados Unidos, el municipio tiene una superficie total de 93 km², de la cual 92,12 km² corresponden a tierra firme y (0,95 %) 0,88 km² es agua.

## Demografía
Según el censo de 2010, había 1579 personas residiendo en el municipio de Rockcreek. La densidad de población era de 16,98 hab./km². De los 1579 habitantes, el municipio de Rockcreek estaba compuesto por el 97,97 % blancos, el 0,19 % eran afroamericanos, el 0,25 % eran amerindios, el 0,63 % eran asiáticos, el 0,13 % eran de otras razas y el 0,82 % eran de una mezcla de razas. Del total de la población el 1,46 % eran hispanos o latinos de cualquier raza.